# 분리합집합

수학에서 분리 합집합(分離合集合, 영어: disjoint union) 또는 서로소 합집합(-素合集合)은 원소들에게 그들이 속하던 집합에 대한 첨수를 추가하도록 변형된 합집합이다. 서로소인 집합들의 경우, 분리 합집합은 원래의 합집합과 동등하다.

## 정의
두 집합 {\displaystyle A}와 {\displaystyle B}의 분리 합집합 {\displaystyle A\sqcup B}은 다음과 같은, 두 곱집합의 합집합이다.
{\displaystyle A\sqcup B=(A\times \{0\})\cup (B\times \{1\})}
보다 일반적으로, 집합들의 집합 {\displaystyle \{A_{i}\}_{i\in I}}의 원소들의 분리 합집합 {\displaystyle \bigsqcup _{i\in I}A_{i}}은 다음과 같은 집합이다.
{\displaystyle \bigsqcup _{i\in I}A_{i}=\bigcup _{i\in I}{(A_{i}\times \{i\})}}
분리합집합의 원소 {\displaystyle (a,i)} 속의 {\displaystyle i}는, {\displaystyle a}가 어디에 속하던 원소인지 알려준다. 이에 따라, {\displaystyle \{A_{i}\}_{i\in I}}가 서로소 집합족이거나 아니거나, {\displaystyle \{A_{i}\times \{i\}\}_{i\in I}}는 서로소 집합족이다.

## 성질
임의의 {\displaystyle A_{i}}는 자연스럽게 {\displaystyle \bigsqcup _{i\in I}A_{i}}로 매장된다.
{\displaystyle \iota \colon A_{i}\hookrightarrow \bigsqcup _{i\in I}A_{i}}
{\displaystyle \iota \colon a\mapsto (a,i)}
집합들의 분리 합집합의 크기는, 그 집합들의 크기의 합이다. 즉,
{\displaystyle \left|\bigsqcup _{i\in I}A_{i}\right|=\sum _{i\in I}|A_{i}|}

## 예
두 집합
{\displaystyle A=\{a,b\}}
{\displaystyle B=\{b,c,d\}}
의 분리 합집합은
{\displaystyle A\sqcup B=\{(a,0),(b,0),(b,1),(c,1),(d,1)\}}
이며, 그 크기는 5이다.